# هر (خواننده)
گابریلا ساریمنتو ویلسون (انگلیسی: Gabriella Sarmiento Wilson.؛ زادهٔ ۲۷ ژوئن ۱۹۹۷) که به‌طور حرفه‌ای به نام هر (انگلیسی: H.E.R.؛ سرواژ‌هٔ Having Everything Revealed) شناخته می‌شود، خواننده و ترانه‌نویس آمریکایی است. او از سال ۲۰۰۷ میلادی تاکنون مشغول فعالیت بوده‌است. هر در سال ۲۰۱۶ زیر نظر آرسی‌ای رکوردز با آلبوم چندآهنگه (ئی‌پی) هر جلد اول آغاز به کار کرد و چهار ئی‌پی پس از آن منتشر کرد. نخستین آلبوم گردآوری‌شدهٔ او، هر (۲۰۱۷) که متشکل از قطعاتی از دو ئی‌پی نخست به علاوه شش ترانه دیگر بود، برای پنج جایزهٔ گرمی نامزد شد و برنده بهترین اجرای آراندبی و بهترین آلبوم آراندبی شد.
دومین آلبوم گردآوری‌شدهٔ او، من قبلاً او را می‌شناختم (۲۰۱۹) نامزدی دریافت پنج جایزه گرمی شد—از جمله آلبوم سال و ترانه سال برای «جای دشوار». در سال ۲۰۲۱، او دریافت کنندهٔ جایزه گرمی ترانهٔ سال برای «نمی‌تونم نفس بکشم» و جایزهٔ اسکار بهترین ترانه برای «نبرد برای تو» از فیلم یهودا و مسیح سیاه (۲۰۲۱) بود.